# Celeste O'Connor
Pour les articles homonymes, voir O'Connor.
Celeste O'Connor, née le 2 décembre 1998 à Nairobi, au Kenya, est une actrice kényano-américaine.
Elle se fait connaitre principalement pour le film Selah et les Spades (en) (2019).
Elle tient par ailleurs le rôle de Lucky Domingo dans la franchise SOS Fantômes.

## Biographie
Celeste O'Connor nait le 2 décembre 1998 à Nairobi au Kenya, d'un père américain et d'une mère kényane. Elle grandit ensuite à Baltimore. Elle fréquente l'école Notre Dame Preparatory de Towson et étudie le violon au conservatoire de l'Institut Peabody. Celeste O'Connor intègre ensuite l'université Johns-Hopkins où elle étudie notamment la santé publique. Elle pratique par ailleurs des études islamiques.
Celeste O'Connor fait ses débuts au cinéma avec le long métrage Wetlands d'Emanuele Della Valle, sorti en 2017. Elle joue ensuite une version jeune du personnage de Gugu Mbatha-Raw dans le film Mon âme sœur (Irreplaceable You) de Stephanie Laing, diffusé en 2018 sur Netflix.
En 2019, elle tient l'un des rôles principaux du film Selah et les Spades (en) (Selah and the Spades) de Tayarisha Poe. Anagha Komaragiri du journal Daily Californian plébiscite sa performance et parle d'une « présence subtile » et « pensive ». Elle rejoint ensuite la distribution du blockbuster SOS Fantômes : L'Héritage, 4e opus de la franchise SOS Fantômes. Le film sort fin 2021.
En 2022, elle joue dans le film romantique The In Between. L'année suivante, elle est présente dans A Good Person de Zach Braff. En 2024, elle sera à l'affiche de Madame Web, un film du Sony's Spider-Man Universe dans lequel elle incarne l'une des versions de Spider-Woman. Elle reprendra également son rôle de Lucky Domingo dans SOS Fantômes : La Menace de glace.

## Filmographie
Sauf indication contraire, les informations mentionnées dans cette section peuvent être confirmées par la base de données cinématographiques IMDb,  présente dans la section « Liens externes ».
- 2017 : Wetlands d'Emanuele Della Valle : Amy
- 2018 : Mon âme sœur (Irreplaceable You) de Stephanie Laing : Aby, adolescente
- 2019 : Selah et les Spades (en) (Selah and the Spades) de Tayarisha Poe : Paloma Davis
- 2020 : Freaky de Christopher Landon : Nyla Chones
- 2021 : SOS Fantômes : L'Héritage (Ghostbusters: Afterlife) de Jason Reitman : Lucky Domingo
- 2022 : The In Between d'Arie Posin : Shannon
- 2023 : A Good Person de Zach Braff : Ryan
- 2024 : Madame Web de S. J. Clarkson : Martha « Mattie » Franklin / Spider-Woman
- 2024 : SOS Fantômes : La Menace de glace (Ghostbusters: Frozen Empire) de Gil Kenan : Lucky Domingo
- 2026 : Scream 7 de Kevin Williamson